# Mimudea viridalis
Mimudea viridalis là một loài bướm đêm trong họ Crambidae.